# Ludovit Václav Lachnit
Ludovit Václav Lachnit (im deutschen Sprachraum: Ludwig Wenzel Lachnitt oder Lachnith, * 7. Juli 1746 in Prag; † 3. Oktober 1820 in Paris) war ein tschechischer Hornist und Komponist.

## Leben
Lachnit war Mitglied des Hoforchesters in Zweibrücken. Er ging nach Paris, wo er bei Jean-Joseph Rodolphe Horn und bei François-André Danican Philidor Komposition studierte und bei den Concert spirituel als Hornist auftrat. Er komponierte zahlreiche Instrumentalwerke, wurde aber vor allem durch seine Pasticcios, insbesondere durch Les Mystères d’Isis, eine Bearbeitung von Mozarts Die Zauberflöte, bekannt.